# Піцціка
Піцціка (італ. Pizzica) – це популярний італійський народний танець, родом з півострова Салентіна (Область Апулія). Звідси він поширився по всій Апулії, Калабрія і в східних районах Базиліката. Цей танець є різновидом Тарантела. 
Перше письмове джерело датується 20 квітня 1797 року, пропозиція вечора танців від дворянства Таранто запропонована королю Фердинанду IV Бурбону, під час його дипломатичного візиту в місто. Текст говорить як про «гідну тарантелу».
Традиційна піцціка танцюється з метою підпорядкувати партнера. Причому партнери можуть не тільки чоловік і жінка. Часто можна побачити танцюючих двох жінок, набагато рідше — двох чоловіків (місто Остуні), де один з чоловіків жартома прикидається жінкою або танець між чоловіками — подоба дуелі.
З 1998 року щорічно в Апулії проходить музичний фестиваль «Ніч тарантулу» (Notte della Taranta), орієнтований на виконання піццікі під час якого багато відомих музикантів чергують свої виступи з оркестрами, виконуючими піцціку.